# Goussonville
Goussonville és un municipi francès, situat al departament d'Yvelines i a la regió de Illa de França. L'any 2007 tenia 595 habitants.
Forma part del cantó de Bonnières-sur-Seine, del districte de Mantes-la-Jolie i de la Comunitat urbana Grand Paris Seine et Oise.

## Demografia

### Població
El 2007 la població de fet de Goussonville era de 595 persones. Hi havia 207 famílies, de les quals 36 eren unipersonals (16 homes vivint sols i 20 dones vivint soles), 48 parelles sense fills, 111 parelles amb fills i 12 famílies monoparentals amb fills.
La població ha evolucionat segons el següent gràfic:
Habitants censats

### Habitatges
El 2007 hi havia 248 habitatges, 210 eren l'habitatge principal de la família, 14 eren segones residències i 23 estaven desocupats. 219 eren cases i 28 eren apartaments. Dels 210 habitatges principals, 177 estaven ocupats pels seus propietaris, 26 estaven llogats i ocupats pels llogaters i 8 estaven cedits a títol gratuït; 1 tenia una cambra, 10 en tenien dues, 25 en tenien tres, 41 en tenien quatre i 134 en tenien cinc o més. 170 habitatges disposaven pel capbaix d'una plaça de pàrquing. A 59 habitatges hi havia un automòbil i a 142 n'hi havia dos o més.

### Piràmide de població
La piràmide de població per edats i sexe el 2009 era:
| Homes | Edats   | Dones |
| ----- | ------- | ----- |
| 0     | 95 o +  | 4     |
| 0     | 90 a 94 | 0     |
| 4     | 85 a 89 | 0     |
| 0     | 80 a 84 | 4     |
| 8     | 75 a 79 | 0     |
| 4     | 70 a 74 | 16    |
| 0     | 65 a 69 | 12    |
| 16    | 60 a 64 | 8     |
| 20    | 55 a 59 | 12    |
| 32    | 50 a 54 | 20    |
| 28    | 45 a 49 | 16    |
| 20    | 40 a 44 | 24    |
| 20    | 35 a 39 | 32    |
| 12    | 30 a 34 | 16    |
| 20    | 25 a 29 | 28    |
| 12    | 20 a 24 | 16    |
| 28    | 15 a 19 | 24    |
| 32    | 10 a 14 | 16    |
| 12    | 5 a 9   | 20    |
| 12    | 0 a 4   | 20    |

## Economia
El 2007 la població en edat de treballar era de 421 persones, 324 eren actives i 97 eren inactives. De les 324 persones actives 305 estaven ocupades (152 homes i 153 dones) i 19 estaven aturades (8 homes i 11 dones). De les 97 persones inactives 25 estaven jubilades, 42 estaven estudiant i 30 estaven classificades com a «altres inactius».

### Ingressos
El 2009 a Goussonville hi havia 224 unitats fiscals que integraven 660 persones, la mediana anual d'ingressos fiscals per persona era de 25.297 €.

### Activitats econòmiques
Dels 31 establiments que hi havia el 2007, 1 era d'una empresa de fabricació de material elèctric, 5 d'empreses de construcció, 4 d'empreses de comerç i reparació d'automòbils, 1 d'una empresa de transport, 2 d'empreses d'hostatgeria i restauració, 2 d'empreses d'informació i comunicació, 2 d'empreses financeres, 3 d'empreses immobiliàries, 7 d'empreses de serveis i 4 d'entitats de l'administració pública.
Dels 5 establiments de servei als particulars que hi havia el 2009, 1 era una fusteria, 1 lampisteria, 1 empresa de construcció, 1 restaurant i 1 agència immobiliària.
L'únic establiment comercial que hi havia el 2009 era una botiga d'equipament de la llar.

## Equipaments sanitaris i escolars
L'únic equipament sanitari que hi havia el 2009 era un hospital de tractaments de mitja durada (seguiment i rehabilitació).
El 2009 hi havia 1 escola elemental i 1 escola elemental integrada dins d'un grup escolar amb les comunes properes formant una escola dispersa.

## Poblacions més properes
El següent diagrama mostra les poblacions més properes.